# Ravni
Ravni so naselje v Občini Krško.